# Козбагаров, Калихан Есбосынович
Калихан Есбосынович Козбагаров (каз. Қалихан Есбосынұлы Қозбағаров; 22 сентября 1960; Актюбинская область, СССР — 10 июля 2020; Актобе, Казахстан) — казахстанский врач-инфекционист, опытный организатор здравоохранения. Отличник здравоохранения Казахстана (2002).
Посмертно удостоен званий «Герой Труда Казахстана» с вручением знака особого отличия Золотой звезды и ордена «Отан» (2020).

## Биография
Калихан Козбагаров родился в 22 сентября 1960 году в Актюбинской области.
В 1983 году окончил лечебный факультет Актюбинский государственный медицинский институт. После окончания интернатуры был направлен на работу врачом-инфекционистом в Хромтаускую районную больницу на базе Областной клинической больницы.
В 1985 году был переведен врачом-невропатологом и заведующим отделением.
С 1997 по 1999 годы — Ген.директор Хромтауского территориально-медицинского объединения.
С 1999 по 2003 годы — Руководитель Хромтауского районного отдела здравоохранения.
С 2003 по 2012 годы — Главный врач ГККП «Хромтауская центральная районная больница».
С 2012 по 2020 годы — Главный врач ГКП на ПХВ «Областная клиническая инфекционная больница» Актюбинская область.
Калихан Есбосынович скончался 10 июля 2020 года от пневмонии.

## Профессиональная деятельность
В 2004 году на базе ЗКГМА имени Оспанова ФУВ проходил повышение квалификации «Актуальные вопросы социальной медицины и организации медицинской помощи в условиях рыночных отношений».
В 2005 году проходил повышение квалификации по циклу «Избранные вопросы неврологии».
В 2006 году на этой же базе проходил повышение квалификации на тему «Организация первичной медико-санитарной помощи для руководителей учреждений и организаций, входящих в систему ПМСП». В том же году прошел тематическое усовершенствование по теме «Организационные основы формирования здорового образа жизни».

## Награды и звания
- Звания «Қазақстанның Еңбек Ері» с вручением знака особого отличия Золотой звезды и ордена «Отан» — за выдающиеся заслуги перед Республикой Казахстан, самоотверженность, проявленную при исполнении служебного долга. (Посмертно Указ президента РК от 13 июля 2020 года.)[5][6]
- Нагрудный знак Министерства здравоохранения РК «Отличник здравоохранения» (2002)
- Звания «Человек года Актюбинской области» (2005)
- Правительственные медали, в том числе:
  - Медаль «10 лет независимости Республики Казахстан» (2001)
  - Медаль «10 лет Конституции Республики Казахстан» (2005)
  - Медаль «10 лет Астане» (2008)
  - Медаль «20 лет независимости Республики Казахстан» (2011)
  - Медаль «25 лет независимости Республики Казахстан» (2016) и др.